# 呂若愚
呂若愚（1525年—？年），字可明，號望松，浙江紹興府新昌縣人，明朝政治人物。

## 生平
由國子生中式順天府鄉試第一百二十四名舉人，會試中式第二百七十二名。嘉靖四十四年（1565年）乙丑科第三甲第二百九十四名進士。吏部观政，隆慶元年（1567年）六月，任長洲知縣，二年十月调瑞金知县，六年七月升南京行人司副司，万历三年（1575年）三月升南刑部员外，九月升南兵部车驾司郎中，五年十二月致仕。其性情簡樸厚實，之後調任離去。

## 家族
曾祖呂止；祖呂經訓；父呂益宗，累赠行人司副；前母俞氏；吳氏，封太孺人。慈侍下，妻何氏，弟若敔；若仁。